# Omloop Het Nieuwsblad 2021
83. ročník jednodenního cyklistického závodu Omloop Het Nieuwsblad se konal 27. února 2021 v Belgii. Závod dlouhý 201 km vyhrál Ital Davide Ballerini z týmu Deceuninck–Quick-Step. Na druhém a třetím místě se umístili Brit Jake Stewart (Groupama–FDJ) a Belgičan Sep Vanmarcke (Israel Start-Up Nation).

## Týmy
Závodu se zúčastnilo celkem 25 týmů. Všech 19 UCI WorldTeamů bylo pozváno automaticky a muselo se zúčastnit závodu. Společně s šesti UCI ProTeamy tak utvořili startovní peloton složený z 25 týmů. Každý tým přijel se sedmi jezdci, celkem se na start postavilo 175 jezdců. Do cíle dojelo 140 jezdců.

### UCI WorldTeamy
- AG2R Citroën Team
- Astana–Premier Tech
- Bora–Hansgrohe
- Cofidis
- Deceuninck–Quick-Step
- EF Education–Nippo
- Groupama–FDJ
- Ineos Grenadiers
- Intermarché–Wanty–Gobert Matériaux
- Israel Start-Up Nation
- Lotto–Soudal
- Movistar Team
- Team Bahrain Victorious
- Team BikeExchange
- Team DSM
- Team Jumbo–Visma
- Team Qhubeka Assos
- Trek–Segafredo
- UAE Team Emirates

### UCI ProTeamy
- Alpecin–Fenix
- Arkéa–Samsic
- B&B Hotels p/b KTM
- Bingoal WB
- Sport Vlaanderen–Baloise
- Total Direct Énergie

## Výsledky
| Pořadí | Jezdec                  | Tým                     | Čas        |
| ------ | ----------------------- | ----------------------- | ---------- |
| 1      | Davide Ballerini (ITA)  | Deceuninck–Quick-Step   | 4h 43' 03" |
| 2      | Jake Stewart (GBR)      | Groupama–FDJ            | + 0"       |
| 3      | Sep Vanmarcke (BEL)     | Israel Start-Up Nation  | + 0"       |
| 4      | Heinrich Haussler (AUS) | Team Bahrain Victorious | + 0"       |
| 5      | Philippe Gilbert (BEL)  | Lotto–Soudal            | + 0"       |
| 6      | Alex Aranburu (ESP)     | Astana–Premier Tech     | + 0"       |
| 7      | Florian Sénéchal (FRA)  | Deceuninck–Quick-Step   | + 0"       |
| 8      | Matteo Trentin (ITA)    | UAE Team Emirates       | + 0"       |
| 9      | Kevin Geniets (LUX)     | Groupama–FDJ            | + 0"       |
| 10     | Nils Politt (GER)       | Bora–Hansgrohe          | + 0"       |